# Ferzan Özpetek

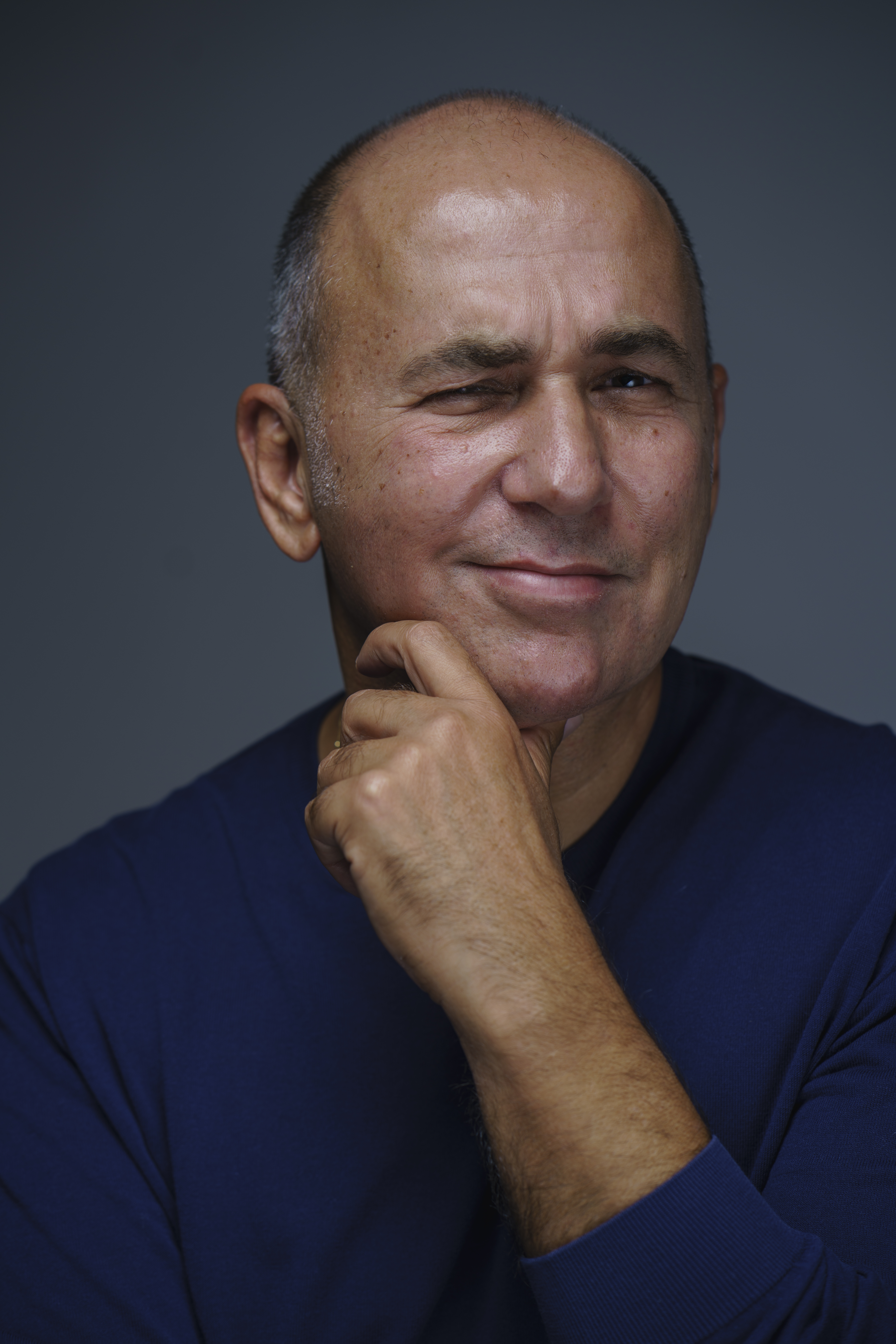
Ferzan Özpetek, 2020

Ferzan Özpetek (* 3. Februar 1959 in Istanbul) ist ein türkisch/italienischer Film- und Opernregisseur und Drehbuchautor.

## Leben
Özpetek kam, aus der Türkei stammend, 1978 als Korrespondent türkischer Zeitungen nach Rom und studierte dort Filmgeschichte, Kunstgeschichte, Kostümbild und Regie. Er arbeitete zunächst am Theater, dann als Regieassistent für TV- und Kinoproduktionen von Regisseuren wie Maurizio Ponzi, Ricky Tognazzi und Marco Risi.
Im Jahr 1997 drehte er seinen ersten eigenen Spielfilm, Hamam – Das türkische Bad, der in Italien, Frankreich, Deutschland, Großbritannien und den USA erfolgreich in Programmkinos lief. 2008 erhielt er für das Drama Un giorno perfetto eine Einladung in den Wettbewerb der 65. Filmfestspiele von Venedig. Im November 2014 war er Jury-Vorsitzender beim 32. Turiner Filmfestival.
Auch als Bühnenregisseur ist Özpetek tätig: Im April 2011 führte er während des Maggio Musicale Fiorentino Regie bei der Aufführung der Oper Aida. Am Teatro San Carlo in Neapel inszenierte er im folgenden Jahr die Oper La Traviata und 2019 Madama Butterfly.
Özpetek gilt als einer der profiliertesten Vertreter des neueren italienischen Kinos. Im Mittelpunkt seiner Filme stehen oft gleichgeschlechtliche Liebespaare und ihr Schicksal im RKontext eines größeren Beziehungsgeflechts.
Öztepek ließ am 27. September 2016 im Römer Rathaus seine Partnerschaft mit Simone Pontesilli eintragen (unione civile), mit dem er zu diesem Zeitpunkt seit 14 Jahren zusammenlebte.

## Filmografie (Auswahl)
- 1997: Hamam – Das türkische Bad (Il bagno turco)
- 1999: Nacht im Harem (Harem suaré)
- 2001: Die Ahnungslosen (Le fate ignoranti)
- 2003: Das Fenster gegenüber (La finestra di fronte)
- 2005: Cuore sacro
- 2007: Saturno Contro – In Ewigkeit Liebe (Saturno contro)
- 2008: Un giorno perfetto
- 2010: Männer al dente (Mine vaganti)
- 2012: Magnifica presenza
- 2014: Allacciate le cinture
- 2017: Istanbul Kırmızısı
- 2017: Das Geheimnis von Neapel (Napoli Velata)
- 2019: Die Göttin Fortuna (La dea fortuna)
- 2022: Le fate ignoranti - TV-Serie
- 2023: Nuovo Olimpo

## Auszeichnungen (Auswahl)
- 1997: Globo d’oro – Bestes Filmdebüt für Hamam – Das türkische Bad
- 2001: Globo d’oro – Beste Regie für Die Ahnungslosen (Le fate ignoranti)
- 2003: Internationales Filmfestival Karlovy Vary „Kristallglobus“ für Das Fenster gegenüber (Bester Film)
- 2003: David di Donatello – Bester italienischer Film für Das Fenster gegenüber
- 2005: Globo d’oro – Beste Regie für Cuore sacro
- 2007: Nastro d’Argento – Bestes Drehbuch für Saturno contro - In Ewigkeit Liebe
- 2007: Globo d’oro – Beste Regie für Saturno Contro - In Ewigkeit Liebe
- 2010: Nastro d’Argento – Beste Komödie für Männer al dente[6]
- 2012: Globo d’oro – Beste Regie für Magnifica presenza
- 2012: Ciak d’oro – Beste Regie für Magnifica presenza
- 2020: Ciak d’oro – Bester Film für La dea fortuna
- 2020: Italian Film Festival USA – Bester Spielfilm für La dea fortuna